# Begonia listada
Begonia listada es una especie de planta perenne perteneciente a la familia Begoniaceae. Es originaria de Sudamérica.

## Distribución
Es originaria de  Brasil , Argentina y Paraguay.

## Taxonomía
Begonia listada fue descrita por L.B.Sm. & Wassh. y publicado en Begonian 48: 155, pl. 1981.
Etimología
Begonia: nombre genérico, acuñado por Charles Plumier, un referente francés en botánica, honra a Michel Bégon, un gobernador de la excolonia francesa de Haití, y fue adoptado por Linneo.
listada: epíteto